# Іванов Всеволод Володимирович
Всеволод Володимирович Іванов (рос. Иванов Всеволод Владимирович; 28 січня 1934, Ленінград) — радянський і російський астроном.

## З життєпису
У 1956 закінчив Ленінградський університет, в 1959 — аспірантуру там же. З 1959 працює в Ленінградському університеті (з 1975 — професор кафедри астрофізики).
Наукові роботи відносяться до теоретичної астрофізики. У 1960-і роки виконав цикл досліджень з теорії утворення спектральних ліній в газі при відсутності локального термодинамічної рівноваги (стосовно до атмосфери зірки, газових туманностей). Досліджував структуру і асимптотичну поведінку рішень рівнянь, що описують перенос випромінювання в частотах спектральної лінії при повному перерозподілі за частотами для стандартної моделі дворівневого атома. Результати цих досліджень виклав у монографії «Перенесення випромінювання та спектри небесних тіл» (1969). У роботах 1970-х років розглянув низку загальних проблем теорії переносу випромінювання. Поширив принцип інваріантності на внутрішні поля випромінювання і на цій основі запропонував новий метод розрахунку полів випромінювання в напівнескінченних атмосферах. Досліджував асимптотичні властивості функції Гріна рівняння переносу випромінювання. Встановив існування нового класу білінійних за інтенсивністю інтегралів рівняння переносу. Виявив, що поряд зі звичайним рівнянням переносу інтенсивність випромінювання задовольняє цілому сімействц рівнянь, що відрізняються один від одного видом члена, що описує розсіяння. Ряд досліджень присвячений історії астрономії і наукометрії.